# Sochaux
Sochaux est une commune française située dans le département du Doubs, la région culturelle et historique de Franche-Comté et la région administrative Bourgogne-Franche-Comté.
La commune qui n'est d'abord qu'un village jusqu'au début du XXe siècle, connaît un essor très important à partir de 1912 avec l'implantation d'une usine de la société des Automobiles Peugeot qui deviendra le plus grand site industriel de France, employant jusqu'à 40 000 salariés dans les années 1970. Le musée de l'Aventure Peugeot retrace cette histoire. La ville de Sochaux est également renommée au travers de son club de football, le Football Club Sochaux-Montbéliard, premier club professionnel à voir le jour en France en 1928 et qui est longtemps resté le club ayant disputé le plus grand nombre de saisons au sein de l'élite professionnelle française.
La commune comptabilisait 3 948 habitants nommés Sochaliens et Sochaliennes en 2022, au sein de l'agglomération de Montbéliard qui totalisait 112 848 habitants la même année.
Sochaux demeure un pôle économique important regroupant plus de 8 000 emplois en 2020, majoritairement dans l'usine automobile Stellantis qui produit près de 400 000 véhicules par an.

## Géographie

### Situation
Sochaux est une ville de l'Est de la France, située entre le massif du Jura et le massif des Vosges, dans ce qui est appelé la trouée de Belfort, passage reliant l'Alsace à la Franche-Comté et possédant une morphologie constituée de collines et de vallées.
Elle se trouve plus précisément dans la partie nord-est du département du Doubs et de la région Franche-Comté, à 2,3 kilomètres à vol d'oiseau à l'est de Montbéliard, 67,6 kilomètres à vol d'oiseau au nord-est de Besançon et 14,1 kilomètres à vol d'oiseau au sud de Belfort. Elle est également proche de la frontière franco-suisse, distante d'une quinzaine de kilomètres à vol d'oiseau, la ville suisse la plus proche étant Porrentruy à 21 km.
Les communes limitrophes sont  Exincourt, Grand-Charmont, Montbéliard, Vieux-Charmont et Étupes.

### Géologie et relief
La superficie de la commune est de 217 hectares ; son altitude varie de 317 à 398 mètres. Le point le plus bas se situe à l'est de la commune à proximité de la Savoureuse et son point culminant au nord de la commune sur la colline de la Chaux à proximité du club de tir. Le centre-ville, situé à une altitude comprise entre  319 et 321 mètres, est dominé au nord par la colline de la Chaux, dont le point culminant à 406 mètres se situe sur la commune limitrophe de Grand-Charmont.
Le territoire de Sochaux et des communes voisines est essentiellement recouvert par l'étage Kimméridgien. Dans les environs des roches sidérolithiques sont extraites pour leur fer.
La commune est située à proximité de deux bassins houillers : le bassin houiller keupérien de Haute-Saône à l'ouest, riche en gypse, sel gemme (sous forme de saumure), houille et le bassin houiller stéphanien sous-vosgien au nord, qui englobe l'est de la Haute-Saône, le Territoire de Belfort et le sud du Haut-Rhin,.

### Hydrographie
Localement, le choix de l’emplacement était assez limité pour ses fondateurs : au sud, la plaine de l’Allan est marécageuse et bordée par la forêt de la Vouaivre. Il ne reste donc qu’un endroit où s’installer, c’est au nord de la plaine, sur le pied de la colline « de la Chaux ».

### Climat
Pour des articles plus généraux, voir Climat de la Bourgogne-Franche-Comté et Climat du Doubs.
En 2010, le climat de la commune est de type climat des marges montargnardes, selon une étude du Centre national de la recherche scientifique s'appuyant sur une série de données couvrant la période 1971-2000. En 2020, Météo-France publie une typologie des climats de la France métropolitaine dans laquelle la commune est exposée à un climat semi-continental et est dans la région climatique Vosges, caractérisée par une pluviométrie très élevée (1 500 à 2 000 mm/an) en toutes saisons et un hiver rude (moins de 1 °C).
Pour la période 1971-2000, la température annuelle moyenne est de 9,8 °C, avec une amplitude thermique annuelle de 17,5 °C. Le cumul annuel moyen de précipitations est de 1 186 mm, avec 13,2 jours de précipitations en janvier et 10,5 jours en juillet. Pour la période 1991-2020, la température moyenne annuelle observée sur la station météorologique de Météo-France la plus proche, « Dorans », sur la commune de Dorans à 8 km à vol d'oiseau, est de 10,9 °C et le cumul annuel moyen de précipitations est de 974,0 mm. 
La température maximale relevée sur cette station est de 38,1 °C, atteinte le 24 juillet 2019 ; la température minimale est de −16 °C, atteinte le 20 décembre 2009,,.
Les paramètres climatiques de la commune ont été estimés pour le milieu du siècle (2041-2070) selon différents scénarios d'émission de gaz à effet de serre à partir des nouvelles projections climatiques de référence DRIAS-2020. Elles sont consultables sur un site dédié publié par Météo-France en novembre 2022.

## Urbanisme

### Morphologie urbaine
Le territoire communal de Sochaux n'est pas très étendu avec une superficie de seulement 2,17 km2 dont plus du tiers est occupé par l'usine Peugeot Citroën.

### Typologie
Au 1er janvier 2024, Sochaux est catégorisée grand centre urbain, selon la nouvelle grille communale de densité à 7 niveaux définie par l'Insee en 2022.
Elle appartient à l'unité urbaine de Montbéliard, une agglomération inter-départementale dont elle est une commune de la banlieue,. Par ailleurs la commune fait partie de l'aire d'attraction de Montbéliard, dont elle est une commune du pôle principal,. Cette aire, qui regroupe 137 communes, est catégorisée dans les aires de 50 000 à moins de 200 000 habitants,.

### Occupation des sols
L'occupation des sols de la commune, telle qu'elle ressort de la base de données européenne d’occupation biophysique des sols Corine Land Cover (CLC), est marquée par l'importance des territoires artificialisés (99 % en 2018), une proportion identique à celle de 1990 (99 %). La répartition détaillée en 2018 est la suivante : 
zones industrielles ou commerciales et réseaux de communication (47,9 %), zones urbanisées (45,7 %), espaces verts artificialisés, non agricoles (5,3 %), zones agricoles hétérogènes (1 %). L'évolution de l’occupation des sols de la commune et de ses infrastructures peut être observée sur les différentes représentations cartographiques du territoire : la carte de Cassini (XVIIIe siècle), la carte d'état-major (1820-1866) et les cartes ou photos aériennes de l'IGN pour la période actuelle (1950 à aujourd'hui).

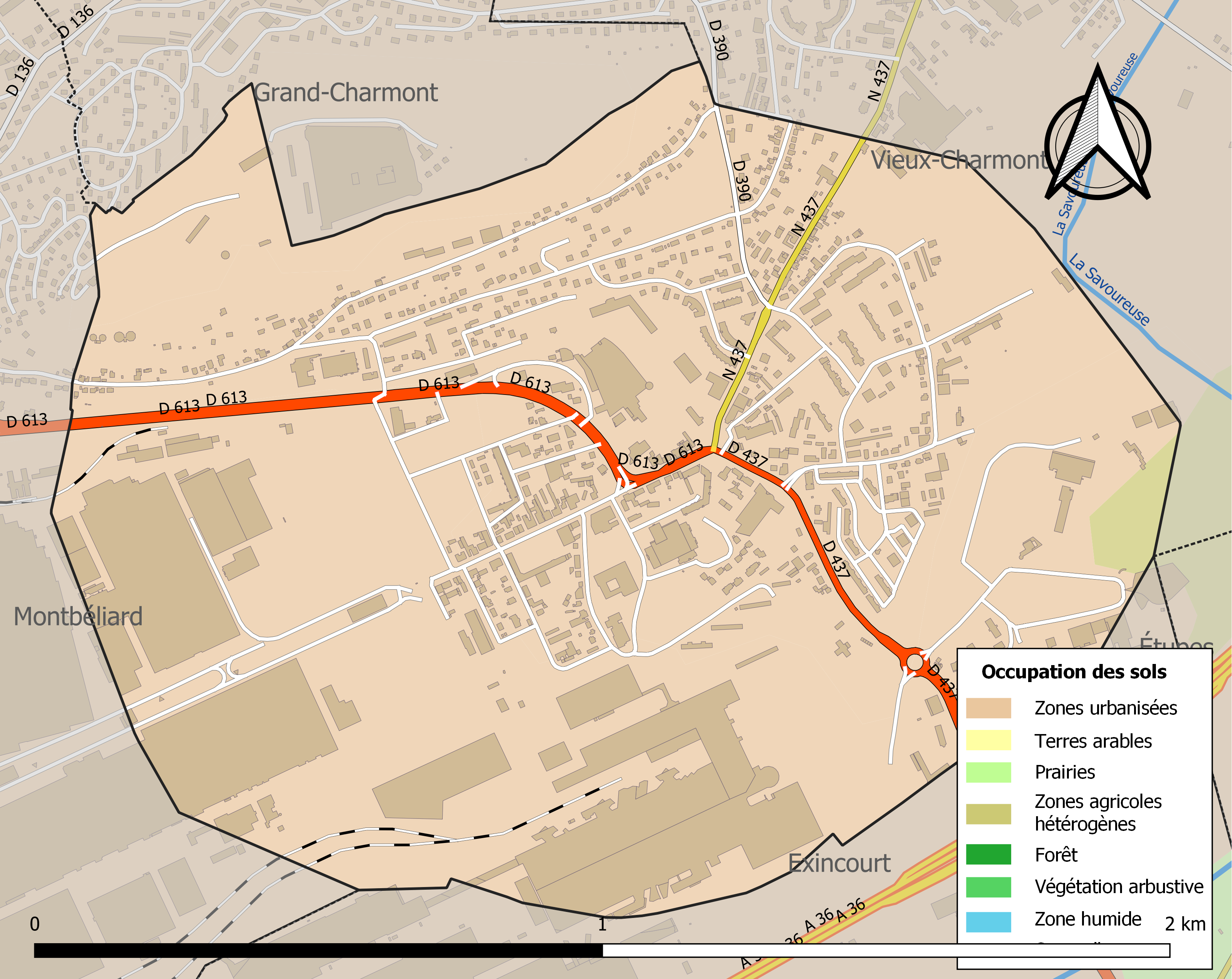
Carte des infrastructures et de l'occupation des sols de la commune en 2018 (CLC).

### Quartiers
- Graviers - Evoironnes
- Centre - Haut de Sochaux

### Logement
Au recensement de 2020, la commune comptait 2 139 logements dont 1 855 étaient des résidences principales, 263 des logements vacants et 21 des résidences secondaires. Le nombre de logements situé dans des immeubles collectifs s'élève à 1 661 appartements, soit 77.7 % du total, et 339 maisons individuelles. Sur les 1 848 résidences principales construites avant 2018 que compte la commune, 148 (8 %) ont été achevées avant 1946, 1 444 (78.1 %) entre 1946 et 1990, et 256 (13.9 %) de 1991 à 2017. L'ancienneté d'emménagement dans la résidence principale montre que sur les 3 743 habitants des ménages de la commune au recensement de 2020, 1 500 ont emménagé depuis 10 ans ou plus, 1 712 depuis 2 à 9 ans et 532 depuis moins de 2 ans.
| 1968  | 1975  | 1982  | 1990  | 1999  | 2008  | 2013  | 2019  |
| ----- | ----- | ----- | ----- | ----- | ----- | ----- | ----- |
| 1 537 | 1 581 | 2 352 | 1 730 | 1 882 | 2 092 | 2 089 | 2 139 |

### Transport et voies de communication
L'accès routier à Sochaux est assurée par l'autoroute A36 qui borde directement le sud de la commune et qui dessert la ville et l'usine Peugeot Citroën par le biais de l'échangeur  9.
La ville elle-même est irriguée par trois axes principaux organisés en étoile autour du carrefour de l'Europe, centre routier névralgique de la ville: vers le sud, la route départementale 437 prend le nom de rue de Pontarlier et permet de rejoindre l'autoroute, le sud de l'agglomération (Exincourt, Audincourt, Valentigney...) et plus loin le Haut-Doubs; vers le nord-est, la même RD437 prend le nom de rue de Belfort et permet de rejoindre le nord de l'agglomération (Vieux-Charmont, Nommay...) et le Territoire de Belfort ; vers l'ouest, la route départementale 613, appelée localement rue d’Épinal, aboutit au centre-ville de Montbéliard.

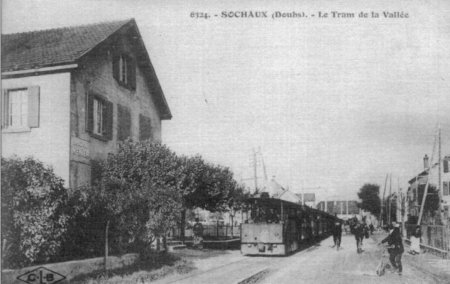
Le tramway de la Vallée à Sochaux.

Afin de faciliter le déplacement des travailleurs et le transport des marchandises, Sochaux est desservi par une des lignes du tramway de la Vallée d'Hérimoncourt de 1904 à 1932 et par la ligne de Belfort à Sochaux de la compagnie des Chemins de fer d'intérêt local du Territoire de Belfort de 1913 à 1938.

## Toponymie
L’origine de la ville de Sochaux se trouve en un hameau de quelques âmes au départ.
Il est généralement admis que c’est de sa colline que Sochaux tire son nom. Sochaux signifie « sous la chaux », référence au calcaire (calx en latin) de cette colline. Le village portera donc les noms de Sous Chaux, Souchy, Sochal et enfin Sochaux.
Les villages environnants de Grand-Charmont et de Vieux-Charmont sont baptisés ainsi sur le même préfixe, le L final s’étant transformé en R avec l’accent des habitants.
Souchy en 1189 ; Soschal ou Souchaulx en 1489 ; Soulchaux en 1494 ; Sochal en 1501 ; Soubschaut en 1517 ; Souchaux ou Souchalx en 1520 ; Soubschaulx en 1540 ; Soucheaux en 1705 ; Sauchal en 1765 ; Sochaux depuis 1789, en franc-comtois Soëtchâ.

## Histoire

### Origine de la ville
Il ne reste rien des premières masures des XIIe et XIIIe siècles de Sochaux. Peu d'informations nous sont parvenues de Sochaux au Moyen Âge. On ne trouve trace du village de Souchy que dans un texte officiel daté de 1189 et traitant des redevances que les habitants devaient payer à l’abbaye Notre-Dame de Belchamp à côté de Sochaux.
Sochaux n'est alors qu'une communauté dépendante des comtes de Montbéliard vassaux de l'Empire germanique. Elle est rattachée à la France en 1793, pendant la Révolution française, comme l'ensemble du  comté de Montbéliard.

### Industrialisation de la ville
En 1841, Sochaux est concerné par l’aventure industrielle, 60 ans avant la construction des automobiles de Frédéric Rossel et des frères Peugeot : Théodore Lenné fonde sa brasserie qui fermera ses portes en 1979.
En 1912, la ville, d'une population d'environ 500 habitants, voit le rachat des ateliers automobiles Rossel par Peugeot. C'est le début du développement véritable de Sochaux : en vingt ans, la population de la ville est multipliée par six, malgré la Première Guerre mondiale. Ces nouveaux habitants, principalement des ouvriers immigrés, sont hébergés dans plusieurs cités ouvrières construites par la société Peugeot, propriétaire des terrains.
En 1928, Jean-Pierre Peugeot crée le Football Club Sochaux-Montbéliard (FC Sochaux), ainsi que la Coupe Peugeot, qui deviendra ensuite le championnat de France de football.

### Seconde Guerre mondiale
Pendant l'occupation allemande à Sochaux, les ateliers automobiles sont réquisitionnés pour fabriquer du matériel de guerre. L'usine devient alors une cible pour les Alliés, qui tentent de la bombarder le 16 juillet 1943. Le vent qui déplaça les marquages de cible est, d'après certains témoins, la cause de l'erreur de bombardement, qui détruit une partie de la ville, tuant 125 personnes, en blessant 500 autres... et laissant quasiment intacts les ateliers. L'armée allemande finit par déménager tout le matériel de production et vide l'usine de ses machines-outils.
Malgré cela, la Peugeot 202 sort des chaînes de montage dès 1945.
Sochaux est décorée de la Croix de guerre 1939-1945 avec étoile d'or le 11 novembre 1948

### Trente glorieuses
La ville continue son expansion après la guerre, aidée par ses deux industries, la bière et l'automobile. De nombreux quartiers seront construits sur des marais asséchés. Le bâtiment de l'hôtel de ville, abritant mairie, poste, théâtre et salles de réception sera construit en 1968.
Les grèves de mai 1968 ne pouvaient pas être absentes dans une ville industrielle comme Sochaux. Le 11 juin, les manifestants sont évacués de l'usine. L'opération se solde, côté ouvrier, par deux morts et de nombreux blessés.
La rivière de l'Allan est détournée en 1987-1988, pour permettre l'extension de l'usine Peugeot, jusque-là divisée en deux par la rivière.

## Politique et administration

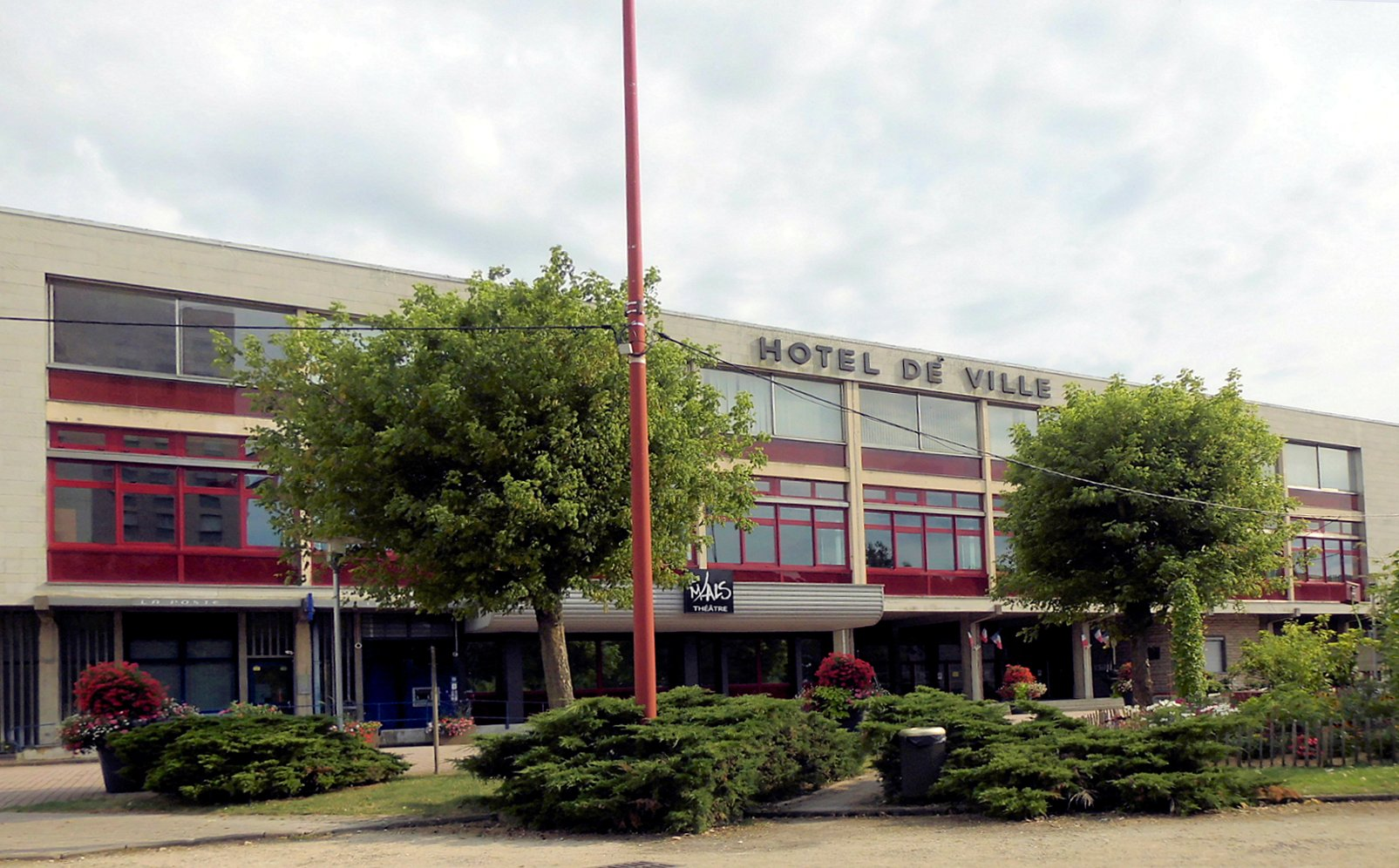
L'hôtel de ville.

### Découpage territorial
Sur le plan administratif, la commune est rattachée à l'arrondissement de Montbéliard, au département du Doubs et à la région Bourgogne-Franche-Comté.
Sur le plan électoral, la commune dépend du canton de Bethoncourt créé lors du redécoupage cantonal de 2014 pour l'élection des conseillers départementaux et de la quatrième circonscription du Doubs pour les élections législatives.
La commune est membre de la communauté d'agglomération Pays de Montbéliard Agglomération, un établissement public de coopération intercommunale (EPCI) à fiscalité propre créé en 1999, dont le siège est basé à Montbéliard.

### Administration municipale
Le nombre d'habitants au dernier recensement étant compris entre 3 500 et 5 000, le nombre de membres du conseil municipal est de 27. Le maire est secondé par sept adjoints et trois conseillers délégués. Le maire actuel de la commune est Albert Matocq-Grabot, né en 1940, élu pour la première fois en 2008 et réélu en 2014 puis le 18 mai 2020.
| Tête de liste | Tête de liste        | Liste                 | Premier tour | Premier tour | Second tour | Second tour | Élus | Élus |
| Tête de liste | Tête de liste        | Liste                 | Voix         | %            | Voix        | %           | CM   | CC   |
| ------------- | -------------------- | --------------------- | ------------ | ------------ | ----------- | ----------- | ---- | ---- |
|               | Albert Matocq-Grabot | Avec et pour Sochaux  | 432          | 59,58        | -           | -           | 22   | 2    |
|               | Jacqueline Contin    | Sochaux, le renouveau | 293          | 40,41        | -           | -           | 5    |      |

Lors du premier tour des élections municipales de 2020 dans le Doubs, la liste DVG  menée par le maire sortant Albert Matocq-Grabot obtient la majorité absolue des suffrages exprimés, avec 432 voix (59,58 %, 22 conseillers municipaux élus dont 2 communautaires), devançant largement celle, également DVG, menée par Jacqueline Contin (293 voix, 40,41 %, 5 conseillers municipaux élus), lors d'un scrutin marqué par la pandémie de Covid-19 en France où 62,91 % des électeurs se sont abstenus.

### Liste des maires
| Période | Période                    | Identité                 | Étiquette    | Qualité                                                                                   |
| ------- | -------------------------- | ------------------------ | ------------ | ----------------------------------------------------------------------------------------- |
| 1793    | 1794                       | Léopold Lods             |              |                                                                                           |
| 1794    | 1811                       | David-frédéric Ferrand   |              |                                                                                           |
| 1812    | 1818                       | Jean-Frédéric Ferrand    |              |                                                                                           |
| 1819    | 1821                       | Georges-Grédéric Lods    |              |                                                                                           |
| 1822    | 1843                       | Jean-Frédéric Ferrand    |              |                                                                                           |
| 1843    | 1847                       | Frédéric Wettzel         |              |                                                                                           |
| 1847    | 1860                       | Jean Ferrand             |              |                                                                                           |
| 1861    | 1878                       | Charles-Frédéric Wettzel |              |                                                                                           |
| 1878    | 1884                       | Théodore Ienne           |              | Propriétaire de la brasserie de Sochaux                                                   |
| 1884    | 1898                       | Charles-Frédéric Wettzel |              |                                                                                           |
| 1898    | 1907                       | Georges Carray           |              | Instituteur                                                                               |
| 1907    | 1912                       | Albert Rossel            |              | Industriel                                                                                |
| 1912    | 1919                       | Edmond Ienne             |              | Directeur de la Brasserie                                                                 |
| 1920    | 1943                       | Eugène Brunner           |              | Commerçant                                                                                |
| 1943    | 1944                       | René Caburet             |              |                                                                                           |
| 1944    | 1945                       | Gustave Fallot           |              |                                                                                           |
| 1945    | 1947                       | Marcel Martin            | PCF          |                                                                                           |
| 1947    | 1953                       | René Caburet             | PCF          |                                                                                           |
| 1954    | 1992                       | Maurice Thiévent         | SFIO puis SE |                                                                                           |
| 1992    | 2001                       | Libéro Cencig            | RPR          |                                                                                           |
| 2001    | 2008                       | Aimé Mourgeon            | UMP puis DVD |                                                                                           |
| 2008    | En cours (au 14 août 2023) | Albert Matocq-Grabot     | PS puis DVG  | Retraité Conseiller départemental de Bethoncourt (2021 → ) Réélu pour le mandat 2020-2026 |

### Tendances politiques et résultats
| Scrutin             | 1er tour | 1er tour      | 1er tour | 1er tour | 1er tour        | 1er tour | 1er tour | 1er tour      | 1er tour | 1er tour | 1er tour          | 1er tour | 1er tour | 1er tour         | 1er tour | 2d tour | 2d tour       | 2d tour | 2d tour | 2d tour       | 2d tour |
| Scrutin             | 1er      | 1er           | %        | 2e       | 2e              | %        | 3e       | 3e            | %        | 4e       | 4e                | %        | 5e       | 5e               | %        | 1er     | 1er           | %       | 2e      | 2e            | %       |
| ------------------- | -------- | ------------- | -------- | -------- | --------------- | -------- | -------- | ------------- | -------- | -------- | ----------------- | -------- | -------- | ---------------- | -------- | ------- | ------------- | ------- | ------- | ------------- | ------- |
| Présidentielle 2002 |          | Le Pen (FN)   | 31,01    |          | Jospin (PS)     | 14,82    |          | Chirac (RPR)  | 13,56    |          | Chevènement (MDC) | 9,24     |          | Laguiller (LO)   | 7,62     |         | Chirac (RPR)  | 69,56   |         | Le Pen (FN)   | 30,44   |
| Présidentielle 2007 |          | Royal (PS)    | 27,04    |          | Sarkozy (UMP)   | 26,08    |          | Le Pen (FN)   | 19,68    |          | Bayrou (UDF)      | 13,02    |          | Besancenot (LCR) | 5,98     |         | Royal (PS)    | 50,00   |         | Sarkozy (UMP) | 50,00   |
| Présidentielle 2012 |          | Hollande (PS) | 31,44    |          | Le Pen (FN)     | 28,16    |          | Sarkozy (UMP) | 16,39    |          | Mélenchon (PG)    | 11,12    |          | Bayrou (MoDem)   | 6,44     |         | Hollande (PS) | 58,26   |         | Sarkozy (UMP) | 41,74   |
| Présidentielle 2017 |          | Le Pen (RN)   | 32,04    |          | Mélenchon (LFI) | 22,18    |          | Macron (EM)   | 20,64    |          | Fillon (LR)       | 10,86    |          | Hamon (PS)       | 5,16     |         | Macron (LREM) | 56,64   |         | Le Pen (RN)   | 43,36   |
| Présidentielle 2022 |          | Le Pen (RN)   | 32,64    |          | Mélenchon (LFI) | 31,26    |          | Macron (LREM) | 16,90    |          | Zemmour (REC)     | 6,99     |          | Pécresse (LR)    | 2,15     |         | Le Pen (RN)   | 53,67   |         | Macron (LREM) | 46,33   |

Les Sochaliens peuvent être qualifiés d'eurosceptiques, considérant les résultats aux référendums sur le Traité de Maastricht en 1992 (48,48 % de oui contre 51,04 % au niveau national) et sur le Traité établissant une Constitution pour l'Europe en 2005 (30,38 % de oui contre 45,33 % au niveau national).

### Finances locales
La commune de Sochaux est enregistrée au répertoire des entreprises sous le code SIREN 212 505 473. Son activité est enregistrée sous le code APE 84.11Z, correspondant aux administrations publiques générales.
En 2021, le budget communal s'équilibrait à 9 688 000 € dont 7 636 000 € provenaient des produits de fonctionnement (impôts, dotation globale de fonctionnement de l'État) et 2 052 000 € des ressources d'investissement (subventions, fonds de compensation pour la TVA, emprunts bancaires). La part d'impôts locaux dans les produits de fonctionnement s'établissait à 26,6 %, contre une moyenne de 43,9 % pour la strate de communes équivalente, avec des taux d'imposition fixés à 10,00 % pour la taxe d'habitation, (y compris THLV), 38,46 % et 14,37 % pour la taxe foncière sur le bâti et le non-bâti.

### Jumelages
Au 1er janvier 2023, Sochaux n'est jumelée à aucune autre ville.

## Population et société

### Démographie

#### Évolution démographique
L'évolution du nombre d'habitants est connue à travers les recensements de la population effectués dans la commune depuis 1793. Pour les communes de moins de 10 000 habitants, une enquête de recensement portant sur toute la population est réalisée tous les cinq ans, les populations de référence des années intermédiaires étant quant à elles estimées par interpolation ou extrapolation. Pour la commune, le premier recensement exhaustif entrant dans le cadre du nouveau dispositif a été réalisé en 2004.

En 2022, la commune comptait 3 772 habitants, en évolution de −6,05 % par rapport à 2016 (Doubs : +1,88 %, France hors Mayotte : +2,11 %).
| 1793 | 1800 | 1806 | 1821 | 1831 | 1836 | 1841 | 1846 | 1851 |
| ---- | ---- | ---- | ---- | ---- | ---- | ---- | ---- | ---- |
| 92   | 157  | 88   | 105  | 156  | 184  | 177  | 165  | 129  |

| 1856 | 1861 | 1866 | 1872 | 1876 | 1881 | 1886 | 1891 | 1896 |
| ---- | ---- | ---- | ---- | ---- | ---- | ---- | ---- | ---- |
| 135  | 161  | 175  | 253  | 360  | 365  | 389  | 392  | 412  |

| 1901 | 1906 | 1911 | 1921  | 1926  | 1931  | 1936  | 1946  | 1954  |
| ---- | ---- | ---- | ----- | ----- | ----- | ----- | ----- | ----- |
| 446  | 440  | 427  | 1 650 | 2 182 | 3 641 | 3 611 | 2 831 | 5 300 |

| 1962  | 1968  | 1975  | 1982  | 1990  | 1999  | 2004  | 2006  | 2009  |
| ----- | ----- | ----- | ----- | ----- | ----- | ----- | ----- | ----- |
| 7 557 | 6 116 | 6 344 | 5 254 | 4 419 | 4 491 | 4 492 | 4 328 | 4 152 |

| 2014  | 2019  | 2022  | - | - | - | - | - | - |
| ----- | ----- | ----- | - | - | - | - | - | - |
| 3 948 | 3 829 | 3 772 | - | - | - | - | - | - |

#### Pyramide des âges
La population de la commune est relativement jeune.
En 2018, le taux de personnes d'un âge inférieur à 30 ans s'élève à 35,5 %, soit en dessous de la moyenne départementale (36,9 %). À l'inverse, le taux de personnes d'âge supérieur à 60 ans est de 25,2 % la même année, alors qu'il est de 25,4 % au niveau départemental.
En 2018, la commune comptait 2 018 hommes pour 1 871 femmes, soit un taux de 51,89 % d'hommes, largement supérieur au taux départemental (48,93 %).
Les pyramides des âges de la commune et du département s'établissent comme suit.
| Hommes | Classe d’âge | Femmes |
| ------ | ------------ | ------ |
| 0,5    | 90 ou +      | 2,0    |
| 5,5    | 75-89 ans    | 9,4    |
| 15,9   | 60-74 ans    | 17,3   |
| 19,3   | 45-59 ans    | 19,3   |
| 21,3   | 30-44 ans    | 18,5   |
| 17,6   | 15-29 ans    | 15,2   |
| 19,9   | 0-14 ans     | 18,2   |

| Hommes | Classe d’âge | Femmes |
| ------ | ------------ | ------ |
| 0,7    | 90 ou +      | 1,7    |
| 7,1    | 75-89 ans    | 9,4    |
| 15,8   | 60-74 ans    | 17     |
| 19,4   | 45-59 ans    | 18,7   |
| 18,8   | 30-44 ans    | 18,3   |
| 19,3   | 15-29 ans    | 17,5   |
| 18,9   | 0-14 ans     | 17,4   |

### Santé
L'hôpital le plus proche est l'hôpital Nord Franche-Comté situé à Trévenans, dans le Territoire de Belfort (département voisin), entre Belfort et Montbéliard,.

### Médias
Le quotidien régional L'Est républicain relate les actualités de la commune dans son édition locale de Belfort-Héricourt-Montbéliard. La chaîne de télévision France 3 Franche-Comté et la station de radio France Bleu Belfort Montbéliard relaient les informations locales.

### Cultes
Sochaux dispose d'un lieu de culte catholique, l'église Sainte-Croix. Au sein du diocèse de Bellfort-Montbéliard, le doyenné de Charmont-Montbéliard regroupe cinq paroisses dont celle du Bon Pasteur à laquelle appartient la commune. La commune dispose également d'un temple protestant au sein de la paroisse de Sochaux-Charmont. L'église évangélique de Pentecôte dispose d'une nouvelle salle, Le Prado, depuis 2013, située dans un ancien cinéma.
Il existe également un lieu de culte musulman, la mosquée Tawhid de Sochaux, administré par l’Association des Musulmans de Sochaux.
Les offices les plus proches célébrés par la communauté juive se déroulent à la synagogue de Belfort.

## Équipements et services publics

### Enseignement
La commune fait partie de l'académie de Besançon, dans la zone A du calendrier scolaire. Lors de la rentrée scolaire 2023, la ville disposait de deux écoles maternelles (École maternelle du Centre et École maternelle des Chênes), de deux écoles élémentaires (École élémentaire du Centre et École élémentaire des Chênes) et d'un collège, le Collège Jouffroy d'Abbans qui accueille de 700 à 800 élèves chaque année,. Les lycées les plus proches se trouvent à Montbéliard.

### Santé et services d'urgence
L'hôpital Nord Franche-Comté, situé à 8 km au nord de Sochaux, a ouvert ses portes en 2017 et compte 1 213 lits. Un EHPAD, plusieurs pharmacies et de nombreux médecins généralistes et spécialistes se trouvent sur la commune. Sochaux dépend, pour les secours, du centre de secours renforcé (CSR) de Bethoncourt-Sochaux. La Clinique du Pays de Montbéliard, une clinique de soins de suites et de réadaptation, se trouve à 4 km de Montbéliard.

### Justice et sécurité
La commune dépend des tribunaux d'instance, de grande instance, du conseil de prud'hommes et du tribunal pour enfants de Montbéliard, de commerce de Belfort et du tribunal administratif de Besançon. Elle est rattachée à la cour d'appel de Besançon et à la cour administrative d'appel de Nancy.
Sochaux se trouve dans la circonscription de gendarmerie de la brigade de proximité d'Étupes et du commissariat de police nationale de Montbéliard.

### Sports et loisirs
Le sport à Sochaux est dominé par la présence de son club de football, le Football Club Sochaux-Montbéliard, fondé en 1928 par Jean-Pierre Peugeot et qui fut pionnier dans le football professionnel en France. Le club évolue cependant au stade Bonal qui se trouve sur la commune voisine de Montbéliard.
Plusieurs équipements sportifs se trouvent sur le territoire de la commune, concentrés dans une plaine de loisirs : la Halle des Sports est une salle omnisports comportant une salle de sports collectifs, un dojo, une salle de combat, une salle d'escalade, une salle de musculation, une salle de gym, une salle de danse et une maison des jeunes et de la culture (MJC). À proximité se trouvent également des terrains de football, un stade d'athlétisme, des courts de tennis couverts et extérieurs, un boulodrome couvert et des terrains de pétanque extérieurs. Sochaux abrite également La Citédo, centre aquatique de l'agglomération du Pays de Montbéliard qui comporte des bassins sportifs et de détente, un espace bien-être avec spa, sauna et hammam et des plages extérieures.

## Économie

### Emplois et revenus de la population
| 1999   | 2008   | 2014   | 2020  |
| ------ | ------ | ------ | ----- |
| 17 230 | 13 278 | 10 695 | 8 215 |

En 2020, 1 282 sochaliens disposaient d'un emploi dont 31,7 % l'exerçaient sur la commune même de Sochaux. Le taux de chômage au sens du recensement s'élevait à 20,5 % en 2020, en baisse par rapport à 2014 (28,2 %). Les ouvriers sont largement surreprésentés à Sochaux par rapport à la moyenne nationale, représentant 50,4 % de la population active de la commune en 2020 alors que cette proportion est de 21,0 % au niveau de la France entière.

### Activités
L'industrie était un secteur d'activité largement prédominant à Sochaux en 2009, date à laquelle elle concentrait 10 224 emplois, soit environ 80 % des emplois pourvus sur la commune. Mais en 2020, ce secteur d'activité ne concentrait plus que 4 300 emplois (55,0 %). Le nombre d'emplois dans l'industrie a donc chuté de près de 60 % en onze ans. Le deuxième secteur d'activité est celui du commerce, transports et services divers qui regroupait 2 956 emplois (38 %)  en 2020, contre 1 989 emplois (15 %) en 2009.

### Entreprises
Sochaux accueille depuis 1912 le site industriel majeur de la marque Peugeot, propriété du groupe automobile Stellantis. Ce fut pendant longtemps le plus gros site industriel d'Europe faisant travailler jusqu'à 40 000 salariés dans les années 1970 contre environ 12 500 en 2009 et 7 000 en 2019. En 2023, les modèles assemblés à Sochaux sont la Peugeot 308 berline et SW, la Peugeot 3008, la DS 5 et l'Opel Grandland X.
Les principales entreprises en termes d'effectifs sont :
| Nom                                | Employés      | Activité                                                          |
| ---------------------------------- | ------------- | ----------------------------------------------------------------- |
| PSA Peugeot Citroën                | environ 7 000 | Industrie automobile                                              |
| Geodis CL Automotive Est           | 367           | Entreposage et stockage                                           |
| Veolia Industries Global Solutions | 221           | Secrétariat et traduction                                         |
| GEFCO Automotive Services          | 114           | Stockage, réparation et préparation de véhicules                  |
| Euro-fitting Sochaux               | 61            | Fabrication d'équipements automobiles                             |
| TED                                | 59            | Construction de bâtiments                                         |
| Socorail                           | 31            | Manutention non portuaire                                         |
| La Citedo                          | 28            | Gestion d'installations sportives                                 |
| Intermarché (Socodis)              | 24            | Supermarché                                                       |
| Aprolis                            | 22            | Commerce de gros de fournitures et équipements industriels divers |
| SA Ti Group Automotive Systems     | 21            | Commerce de gros d'autres produits intermédiaires                 |
| Néolia                             | 20            | Location de logements                                             |

## Culture et patrimoine

### Lieux et monuments

#### Patrimoine industriel
- Usine Stellantis : 
Ce site industriel est majeur pour le groupe automobile Stellantis, anciennement PSA Peugeot Citroën, et accueille aujourd'hui 12 000 salariés.
- La brasserie de Sochaux : 
La brasserie de Sochaux est fondée entre 1841 et 1845, par Théodore Ienne (maire de Sochaux entre 1878 et 1884) ; elle ferme ses portes en juillet 1979[réf. nécessaire]. 
L'emplacement et les bâtiments de l'ancienne brasserie de Sochaux sont maintenant occupés par le musée de l'Aventure Peugeot.

#### Patrimoine civil et religieux

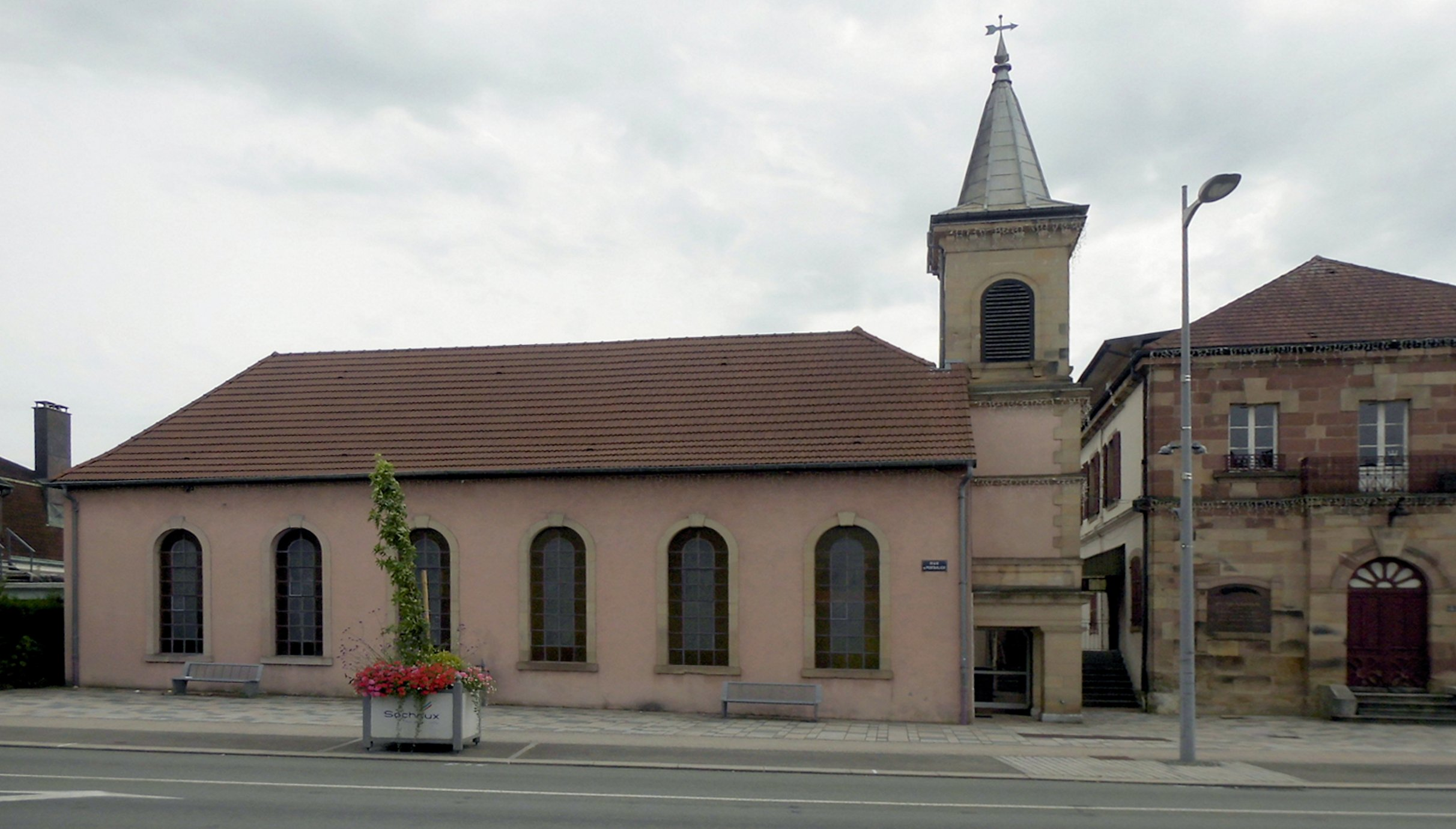
Le temple et la maison commune (ancienne mairie).

- Le temple et la maison commune (ancienne mairie)  : 
Pour la mémoire des habitants, c'est le temple et l’ancienne mairie qui forment le cœur du village de Sochaux. Autrefois, le temple était la maison commune et inversement. 
En fait, c’est le manque de bureau de poste à Sochaux qui est la cause de ce bouleversement. Sochaux manque d’argent et la construction d’un local reviendrait trop cher. Le conseil municipal se réunit en session extraordinaire le 18 juin 1905, sous la présidence du maire Georges Carray, et décide de transformer l’oratoire en une mairie, avec au premier étage le bureau de poste et le logement de l’instituteur.
Le visage actuel du temple et de la maison commune date de 1905 : autrefois, l’ancien temple comportait un fronton triangulaire avec un œil de bœuf en son milieu. Lorsqu’il est décidé de créer la Maison commune, un étage est ajouté pour abriter la salle du conseil municipal et un balcon en fer forgé.
Jusqu’en 1968, la Maison commune abrite la mairie et les services de la poste. Cette ancienne mairie est abandonnée au profit d'un nouveau bâtiment, plus grand, contenant en plus la salle de spectacle de la MALS (Maison des arts et loisirs de Sochaux), qui est l’actuel hôtel de ville[réf. nécessaire].
- L'église de l'Invention-de-la-Sainte-Croix, dédiée au culte catholique, a été édifiée de 1951 à 1957 selon les plans de l'architecte Marcel Lods, disciple de Le Corbusier[57],[58]. L'architecte est également l'auteur du design du mobilier tandis que les vitraux ont été dessinés par Jean-Luc Perrot.
- La maison du prince : 
La maison du prince est la plus vieille bâtisse de Sochaux ; il semble qu'elle date du XVIe siècle. Elle fait face à l'ensemble ancienne mairie et temple. L'origine de ce bâtiment reste inconnue, mais il est probable qu'aucun prince n'y ait jamais logé. La maison semble en effet trop petite (une cave inondable, une pièce habitable au 1er étage et des combles sous le toit).
Elle a été restaurée en 1993 et est utilisée actuellement comme lieu d'exposition du patrimoine historique et culturel local.

### Équipements culturels

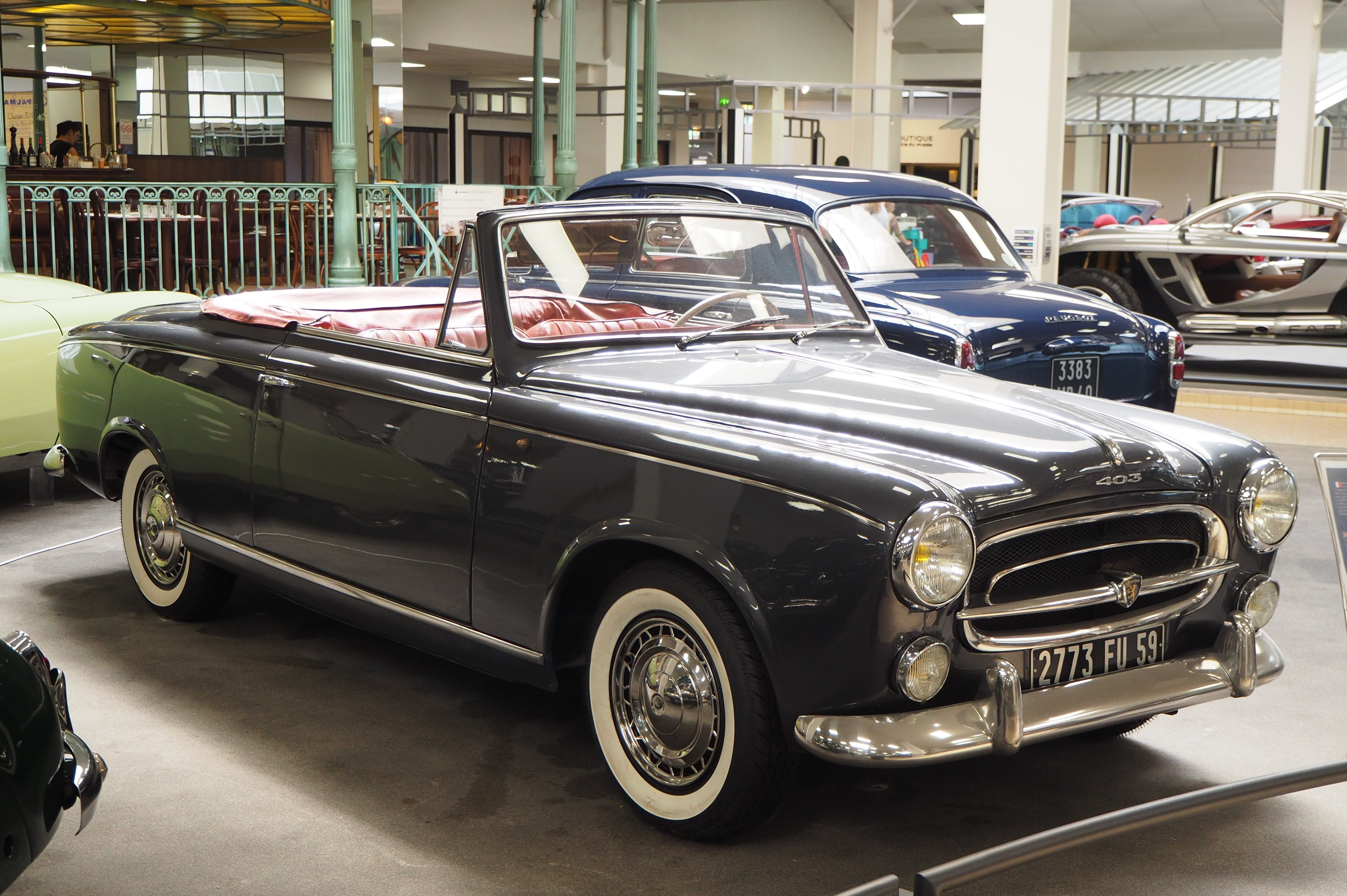
Une Peugeot 403 exposée au musée de l'Aventure Peugeot.

La Maison des arts et loisirs de Sochaux (MALS) est un théâtre consacré aux arts de la scène, des pièces classiques aux concerts, dans laquelle des artistes internationaux se produisent. Cette salle à l'italienne de 1 120 places se trouve dans le bâtiment de la mairie, construit en 1968.
Le musée de l’Aventure Peugeot, inauguré par Pierre Peugeot le 4 juillet 1988 et installé sur le site de l'ancienne brasserie de Sochaux, retrace l'histoire des productions de Peugeot de 1890 à nos jours, de la fabrication d'outillage à la construction automobile. Y sont exposés des outils (lames de scie, moulins à café, à épices et à grains, machines à coudre), des deux-roues (vélos, mobylettes, scooters), des automobiles de toutes les époques, dont des voitures de sport et concept cars futuristes.

### Personnalités liées à la commune
- Frédéric Rossel constructeur pionnier de l'automobile du XXe siècle.
- Michel Jacques, international français de football

### Héraldique
|  | Blasonnement de Sochaux - D'azur semé de billettes d'or au lion aussi d'or couronné du même, armé et lampassé de gueules, tenant une roue dentée de sable remplie de gueules, de laquelle est issante une barre de métal d'argent tordue en forme de S. - Le lion couronné sur champ de billettes est celui de la province de Franche-Comté d’après le sceau d’Othon IV, comte palatin de Bourgogne en 1286 (Archives nationales no 85 bis). Ce lion tient une couronne dentée, symbole de l’industrie mécanique et une barre de métal tordue en forme de S (initiale de la ville) issant d’un brasier de gueules, symbole de la fonderie et de la mise en forme de la matière. |

## Pour approfondir